# Günter Zöller
Günter Zöller (Chemnitz, 21 maggio 1948) è un ex pattinatore artistico su ghiaccio tedesco, specializzato nel singolo.

## Palmarès
| Internazionali                     | Internazionali | Internazionali | Internazionali | Internazionali | Internazionali | Internazionali | Internazionali | Internazionali | Internazionali |
| Evento                             | 1962–63        | 1963–64        | 1964–65        | 1965–66        | 1966–67        | 1967–68        | 1968–69        | 1969–70        | 1971–72        |
| ---------------------------------- | -------------- | -------------- | -------------- | -------------- | -------------- | -------------- | -------------- | -------------- | -------------- |
| Giochi olimpici invernali          |                |                |                |                |                | 11°            |                |                |                |
| Campionati mondiali                |                |                | 18°            |                | 11°            | 11°            | 7°             | 3°             |                |
| Campionati europei                 | 19°            |                | 12°            |                | 7°             | 8°             | 4°             | 3°             | R              |
| Prague Skate                       |                |                | 2°             |                | 4°             |                |                |                |                |
| Prize of Moscow News               |                |                |                |                | 2°             |                |                |                |                |
| Blue Swords                        |                |                |                | 1°             | 1°             | 1°             | 1°             | 1°             |                |
| Nazionali                          |                |                |                |                |                |                |                |                |                |
| Campionati della Germania dell'Est | 2°             | 2°             | 1°             |                | 1°             | 1°             | 1°             | 1°             |                |
| R: Ritirato                        |                |                |                |                |                |                |                |                |                |